# Intel Core i7
Intel Core i7 är en processorfamilj från Intel. Intel Core i7 är till för presterande datorer och lanserades officiellt den 17 november 2008. Nyare modeller har utvecklats därefter.

## Egenskaper
Förändringarna sedan tidigare Core 2-teknik är den integrerade minneskontrollen, med tre stycken DDR3 minneskanaler. Front side buss (FSB) blev ersatt av Quick Path Interconnect (QPI) som erbjuder ökad bandbredd. Eftersom minneskontrollen är flyttad från moderkortet till processorn plus en extra minneskanal innebar detta en ökad fysisk storlek på processorn och därmed behövdes en ny processorsockel (LGA1366) med ökat antal pinnar. Varje minneskanal kan sedan kommunicera med en eller två minnesmoduler. Eftersom Core i7 använde sig av en ny sockel, krävdes ett nytt moderkort som tillämpade den. Enbart DDR3-minnen stöds. Intel har valt att återintroducera sin hypertrådning-teknologi som gör att varje kärna kan köra två trådar samtidigt. Core i7 kan alltså exekvera 8 parallella trådar vilket möjliggör många arbetsuppgifter kan utföras samtidigt (multi-tasking).

## Prestanda
Intel Core i7 är mycket snabbare än tidigare Core 2-processorer rent allmänt men främst i minneskrävande applikationer. Detta mycket tack vare den ökade bandbredden som kommer med QPI och den inbyggda minneskontrollen samt 3x DDR3 minne. Processorn kommunicerar direkt med ramminnet, istället för att gå genom nordbryggan, vilket tillämpades i Core 2-tekniken. Den nya strukturen på cacheminnet är också en viktig faktor i den stora prestandaökningen. Turbo Boost resulterar också i högre prestanda, både för enkeltrådade och för flertrådade processer.